# Heterotoma
Heterotoma is een geslacht van wantsen uit de familie blindwantsen. Het geslacht werd voor het eerst wetenschappelijk beschreven door Le Peletier & Serville in 1825.

## Soorten
Het genus bevat de volgende soorten:

- Heterotoma dentipennis (Bergroth, 1914)
- Heterotoma diversipes Puton, 1876
- Heterotoma lobelioides Zucc.
- Heterotoma merioptera (Scopoli, 1763)
- Heterotoma planicornis (Pallas, 1772)